# Glenn Magnusson
Glenn Inge Magnusson (nascido em 5 de julho de 1969) é um ex-ciclista de estrada sueco, mais conhecido por vencer três etapas do Giro d'Italia. Também representou a Suécia nos Jogos Olímpicos três vezes (1992, 1996, 2000).